# Punta di Leppe
La Punta di Leppe (pron. fr. Lep - 3.305 m s.l.m. - in francese Pointe de Leppe) è una montagna della Catena Emilius-Tersiva nelle Alpi Graie. Si trova in Valle d'Aosta.

## Caratteristiche
La montagna è collocata sullo spartiacque tra il Vallone di Grauson (laterale della Val di Cogne), il Vallone di Saint-Marcel ed il Vallone delle Laures a sud-est del più alto ed importante Monte Emilius.

## Salita alla vetta
Si può salire sulla vetta partendo da Gimillan, salendo lungo il Vallone di Grauson.